# Cochlicopidae
Cochlicopidae is een familie van weekdieren uit de klasse van de Gastropoda (slakken).

## Geslacht
- Cochlicopa A. Férussac, 1821

## In Nederland waargenomen soorten
- Genus: Cochlicopa
  - Cochlicopa lubrica - (Glanzende agaathoren)
  - Cochlicopa lubricella - (Slanke agaathoren)
  - Cochlicopa repentina - (Middelste agaathoren)